# Очні хвороби

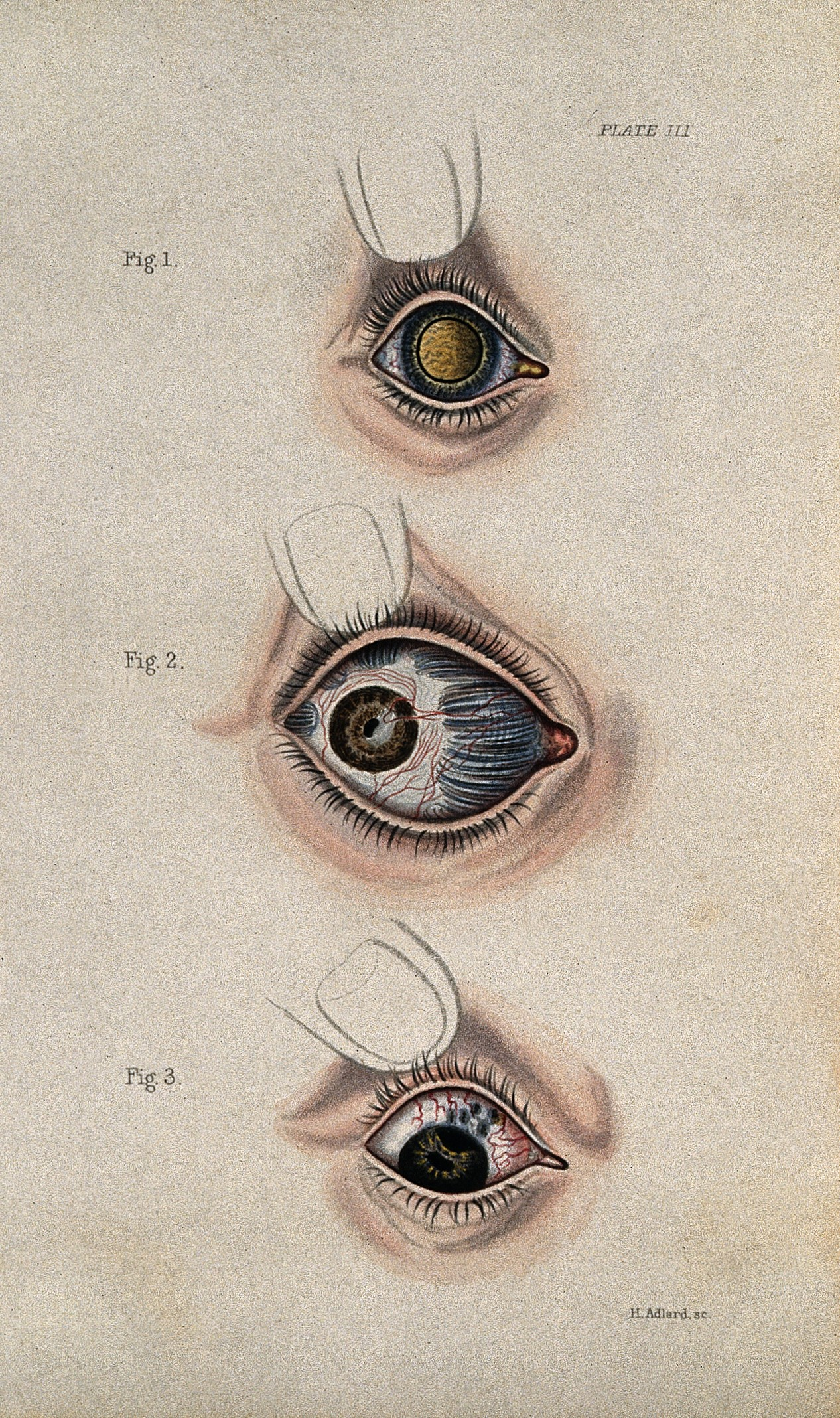
Приклади очних хвороб

О́чні хвороби, захворювання або хвороби оче́й — захворювання очного яблука, повік, слізних органів і орбіти. 

## Причини та лікування
Хвороби очей часто є виявом загальних захворювань організму (як-от, гострих і хронічних інфекцій, ревматизму, токсоплазмозу, бруцельозу, діабету, гіпертонії, туберкульозу, захворювань ЦНС, порушень обміну речовин і ендокринних функцій). Патології зорового нерва і захворювання ЦНС тісно пов'язані. 
До захворювань очей зараховують також аномалії рефракції ока — короткозорість, далекозорість, астигматизм, бо при цьому порушується нормальна гострота зору. Такі хвороби можуть бути як вродженими, так і набутими, ендогенними і екзогенними, хронічними та прогресуючими. 
Серед хвороб очей, які можуть призвести до зниження гостроти зору, виокремлюють: глаукому, захворювання рогівки, катаракту, хвороби судинної і сітчастої оболонок, зорового нерва, опіки, травми ока тощо. Серед причин виникнення сліпоти в осіб похилого віку — глаукома. Це захворювання характеризують підвищенням внутрішньоочного тиску. Стискання кровоносних судин зорового нерва призводить до дегенерації нервових волокон. Тиск створює нагромадження водянистої вологи, яка в нормі витікає відразу після її секреції. Накопичення рідини зумовлене недостатністю дренажного каналу між рогівкою та райдужкою. Лікування сприяє зниженню тиску: хірургічно відкривають заблоковані канали або створюють штучний. 
Досягнення української медичної науки змінили характер і ступінь поширення хвороб очей. Наприклад, ліквідовано трахому та деякі інші захворювання. Велике значення для боротьби з очними хворобами має організація офтальмологічної допомоги. Застосовують сучасні методи медикаментозного й оперативного лікування. Велику увагу приділяють охороні зору в дітей, у яких найчастіше виявляють аномалії рефракції, косоокість та амбліопію.
Спричиняти хвороби очей у тварин можуть забої, опіки, отруйні речовини, не належні годівля й утримання, паразитарні й інфекційні хвороби, природжені вади. Лікування залежить від причини захворювання. Серед профілактичних заходів — повноцінна годівля й утримання, якісне освітлення та вентиляція приміщень для тварин.